# 粉背碎米花
粉背碎米花（学名：Rhododendron hemitrichotum）为杜鹃花科杜鹃花属下的一个种。